# Skog Bay
Die Skog Bay ist eine 14 km breite und 7 km lange Bucht an der Loubet-Küste des Grahamlands auf der Antarktischen Halbinsel. Auf der Westseite der Pernik-Halbinsel liegt sie östlich von Andresen Island zwischen dem Crosbie Point im Nordosten und dem Orford-Kliff im Südosten.
Das UK Antarctic Place-Names Committee benannte sie 2016. Namensgeber ist der norwegische Kapitän Leif Skog (* 1948), ab 1984 Schiffsführer bei Antarktiskreuzfahrten unter der Ägide der International Association of Antarctica Tour Operators.